# Ben Wallace (politico)
Robert Ben Lobban Wallace (Londra, 15 maggio 1970) è un politico ed ex militare britannico, dal 2019 al 2023 segretario di Stato per la difesa e dal 2005 membro del Parlamento per Wyre and Preston North (ex Lancaster e Wyre).
Prima di diventare un parlamentare, è stato membro della lista dei conservatori del Parlamento scozzese (MSP) per il nord-est della Scozia dal 1999 al 2003. Si è dimesso nel 2003 e si è trasferito nel Lancashire mentre cercava la selezione per un collegio elettorale di Westminster in Inghilterra. Dopo l'elezione a deputato e dopo aver prestato servizio come backbencher per quasi cinque anni, è stato nominato segretario privato parlamentare del segretario di Stato per la giustizia, Ken Clarke, dal 2010 al 2014. A seguito delle elezioni generali del 2015 e formazione del governo di maggioranza Cameron, diventa sottosegretario di Stato parlamentare per l'Ufficio dell'Irlanda del Nord. Nel 2016 è stato nominato ministro di Stato per la sicurezza e la criminalità economica da Theresa May, ricoprendo la carica fino a quando non ha lasciato l'incarico nel luglio 2019. Sostenitore di Boris Johnson, Wallace è stato promosso al ruolo di segretario di Stato per la difesa. dopo che Johnson divenne primo ministro.
Prima della politica, ha ricoperto il grado di capitano nelle guardie scozzesi, un reggimento dell'esercito britannico.

## Biografia
Wallace è nato nel maggio 1970 a Farnborough, in Inghilterra. Suo padre era un soldato della 1st King's Dragoon Guards e ha prestato servizio in Malesia. 
Wallace ha studiato a Millfield, una scuola indipendente nel Somerset. Mentre era a scuola, ha frequentato un corso per giovani ufficiali per le Royal Scots Dragoon Guards, e dopo aver lasciato lasciato la scuola ha trascorso un po' di tempo come maestro di sci presso la Scuola Nazionale di Sci Austriaca nel villaggio di Alpbach in Austria.

## Carriera militare
Dopo l'addestramento come cadetto presso la Reale accademia militare di Sandhurst, nel giugno 1991 Wallace è diventato sottotenente delle guardie scozzesi. Dal 1991 al 1998 ha servito in Germania, Cipro, Belize e Irlanda del Nord. Nell'aprile 1993 fu promosso tenente e quell'anno venne anche menzionato nei dispacci per un incidente nell'Irlanda del Nord in cui la pattuglia che stava comandando catturò un'intera unità di servizio attivo dell'IRA che tentava di effettuare un attacco dinamitardo contro le truppe britanniche.  Nel 1996 è stato promosso capitano. 
Wallace era in servizio la notte della morte di Diana, principessa del Galles, ed era un membro del gruppo inviato a Parigi per portare a casa il suo corpo. 
Nel giugno 1998, Wallace si trasferì dalla Active List alla Regular Army Reserve of Officers. In seguito spiegò che aveva deciso di non cercare di diventare un ufficiale regolare e di continuare dopo i trent'anni, poiché la parte del lavoro di cui aveva davvero goduto era quella di comandare soldati, e questo probabilmente sarebbe diminuito dopo quel momento.

## Carriera politica

### Parlamento scozzese
Wallace è entrato in politica dopo aver lasciato l'esercito, sostenendo che l'esperienza avuta al comando di uomini provenienti da alcune delle aree economicamente più svantaggiate del Regno Unito, avrebbe potuto aiutarlo nel promuovere una società più ambiziosa. Wallace è diventato un membro conservatore del Parlamento scozzese nel 1999, come MSP di lista per la Scozia nord-orientale. Si è dimesso nel 2003, mentre cercava la selezione per un collegio elettorale di Westminster in Inghilterra. In quel periodo Wallace era il portavoce ombra per la salute dei conservatori scozzesi. 
Dal 2003 al 2005 è stato direttore all'estero della società aerospaziale QinetiQ, l'ex Defense Evaluation and Research Agency (DERA) del Regno Unito. 

### Membro del Parlamento del Regno Unito
Wallace è stato eletto membro del Parlamento per il collegio di Lancaster and Wyre alle elezioni generali del 2005. Ha ottenuto il seggio dai laburisti con 22.266 voti e una maggioranza di 4.171 (8,0%). Il collegio elettorale è stato poi abolito per le elezioni generali del 2010 e Wallace è stato eletto per il nuovo seggio di Wyre e Preston North con 26.877 voti e una maggioranza di 15.844 (30,9%). È stato rieletto alle elezioni generali del 2015, 2017 e 2019.
Dal 2005 al 2010, Wallace è stato membro del comitato ristretto per gli affari scozzesi della Camera dei Comuni. Dal 2006 al 2010 è stato anche ministro ombra di Stato per la Scozia ed è stato presidente del gruppo parlamentare britannico-iraniano dal 2006 al 2014. Il 13 novembre 2008, Wallace ha ricevuto il titolo di Attivista dell'anno in Spectator/Threadneedle Parliamentarian Awards, per il suo lavoro di promozione della trasparenza delle spese dei parlamentari. 
Wallace ha affrontato le critiche locali dopo che è stato rivelato che nel 2008 ha presentato la quarta richiesta di spesa più alta di qualsiasi parlamentare, ottenendo 175.523 sterline in aggiunta al suo stipendio di 63.000 sterline. Si è difeso affermando che il suo collegio elettorale aveva un elettorato maggiore del 20% di quello medio in Inghilterra.
Dopo la sua rielezione al Parlamento nel 2010, Wallace è stato nominato segretario privato parlamentare (PPS) dell'allora segretario alla giustizia e Lord Cancelliere, e successivamente ministro senza portafoglio presso l'Ufficio di Gabinetto, Kenneth Clarke. Ha votato contro il Marriage (Same Sex Couples) Act 2013, che ha legalizzato il matrimonio omosessuale in Inghilterra e Galles. 
Nel maggio 2015 Wallace è stato promosso sottosegretario di Stato parlamentare presso l'Ufficio dell'Irlanda del Nord. All'inizio del 2016, con l'avvicinarsi del referendum sull'Unione Europea, Wallace consigliò vivamente Boris Johnson di sostenere il "Remain". Dopo essere stato battuto dal "Leave", David Cameron si è dimesso da leader del partito. Il nuovo primo ministro, Theresa May, ha promosso Wallace a ministro di Stato per la sicurezza al Ministero degli interni. Ha votato per l'accordo di recesso dalla Brexit all'inizio del 2019.
Nel dicembre 2017 il portafoglio ministeriale di Wallace è stato esteso per includere la criminalità economica. È stato ministro della sicurezza durante gli attacchi terroristici del 2017 e il tentato omicidio di Sergei Skripal a Salisbury.